# Bartang
Il Bartang (in russo e in tagico Бартанг?), conosciuto anche come Murghob e Murghab (in tagico Мурғоб?; in russo Мургаб?), oppure Aksu, è un fiume dell'Asia centrale, lungo 528 km, tributario di destra del fiume Panj e di conseguenza dell'Amu Darya. Il fiume ha origine dal lago Čakmaktyn; scorre brevemente nella valle di Wakhan, nell'Afghanistan orientale, per poi entrare a nord nella regione Autonoma di Gorno-Badachšan, in Tagikistan; attraversa il distretto di Murghob e l'omonima cittadina fino a sfociare nel Panji nel distretto di Rušon. 
La prima parte del fiume, dal Wakhan a Murghob, è indicata come Aksu. Il nome deriva dal kirghiso аk suu (aк суу), "acqua bianca", e si riferisce al rapido flusso del fiume a seguito del quale l'acqua diventa bianca spuma. Il fiume è chiamato Murghab a partire dalla cittadina omonima. Il termine murghab viene dal tagico marғ (pascolo) + ob (fiume) e significa "il fiume che scorre attraverso i pascoli". Assume il nome di Bartang (бартанг significa "canale stretto" in tagico) dopo il lago Sarez.
Il lago Sarez si trova a pochi chilometri da Murghob ed è stato formato da una frana durante il terremoto del 1911 che ha creato la diga naturale più alta del mondo: la diga Usoi. A partire dal lago Sarez, il Bartang scorre per 133 km fino al Panji.
Un altro fiume chiamato Murghab si trova nell'Afghanistan nord-occidentale: attraversa il distretto di Murghab per entrare poi in Turkmenistan.

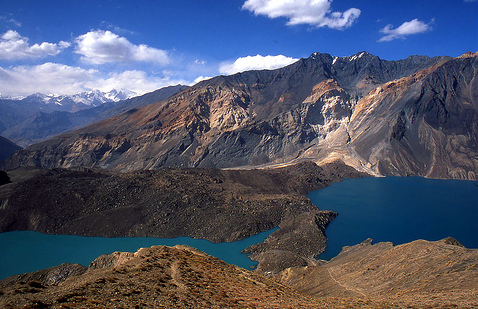
La diga naturale Usoi